# Новосавицьке (Роздільнянський район)
Новоса́вицьке — село в Україні, у Великоплосківській сільській громаді Роздільнянського району Одеської області. Населення становить 616 осіб.
12 вересня 1967 року с. Новосавицьке та с-ще Зелений Садок об'єднані в один населений пункт — село Новосавицьке.
До 17 липня 2020 року було підпорядковане Великомихайлівському району, який був ліквідований.

## Населення
Згідно з переписом 1989 року населення села становило 675 осіб, з яких 381 чоловік та 294 жінки.
За переписом населення 2001 року в селі мешкало 610 осіб.

### Мова
Розподіл населення за рідною мовою за даними перепису 2001 року:
| Мова       | Відсоток |
| ---------- | -------- |
| українська | 91,07 %  |
| російська  | 4,87 %   |
| молдовська | 3,08 %   |
| болгарська | 0,32 %   |
| білоруська | 0,16 %   |
| гагаузька  | 0,16 %   |
| циганська  | 0,16 %   |

## Галерея

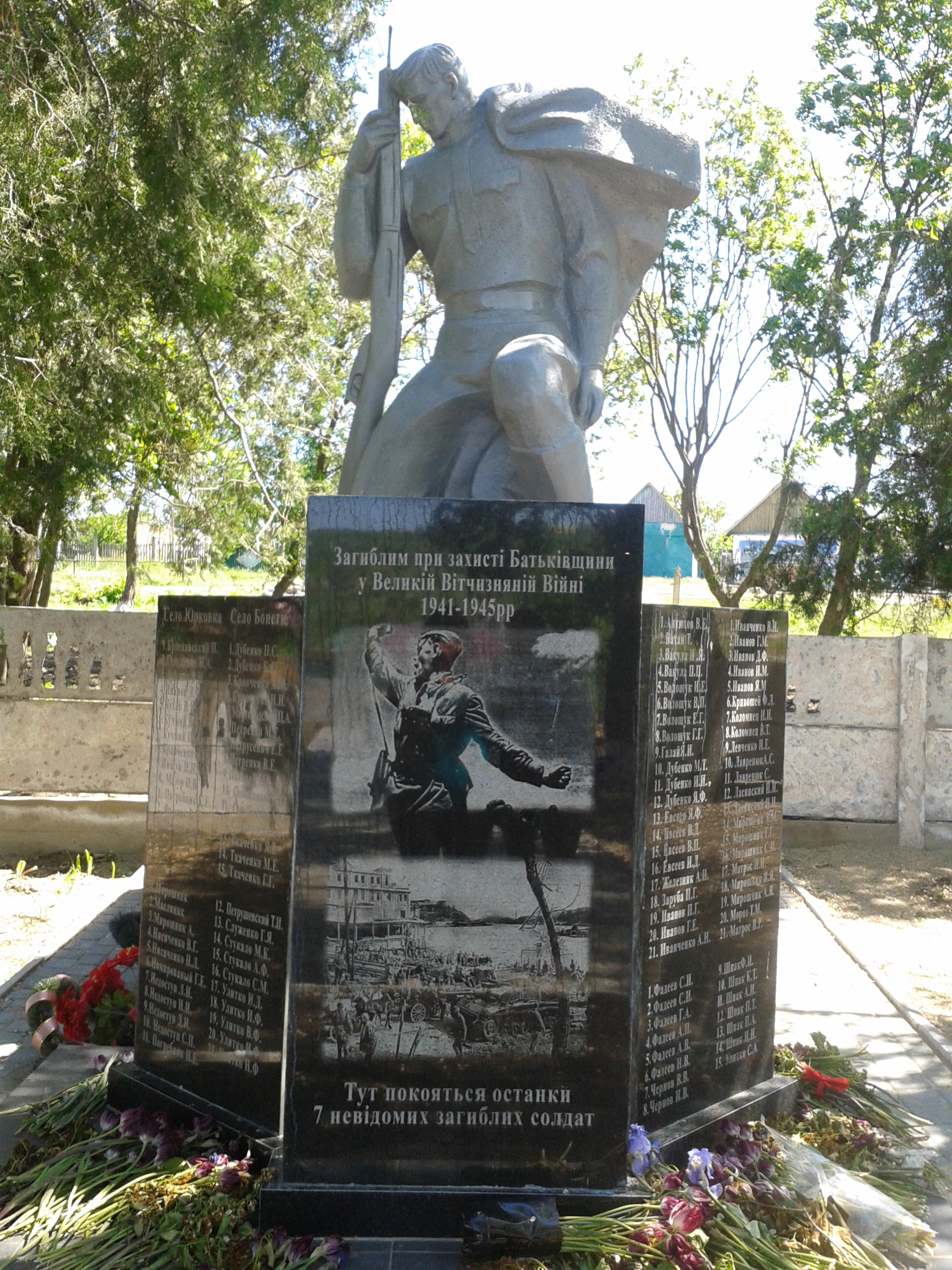
Військовий меморіал у селі
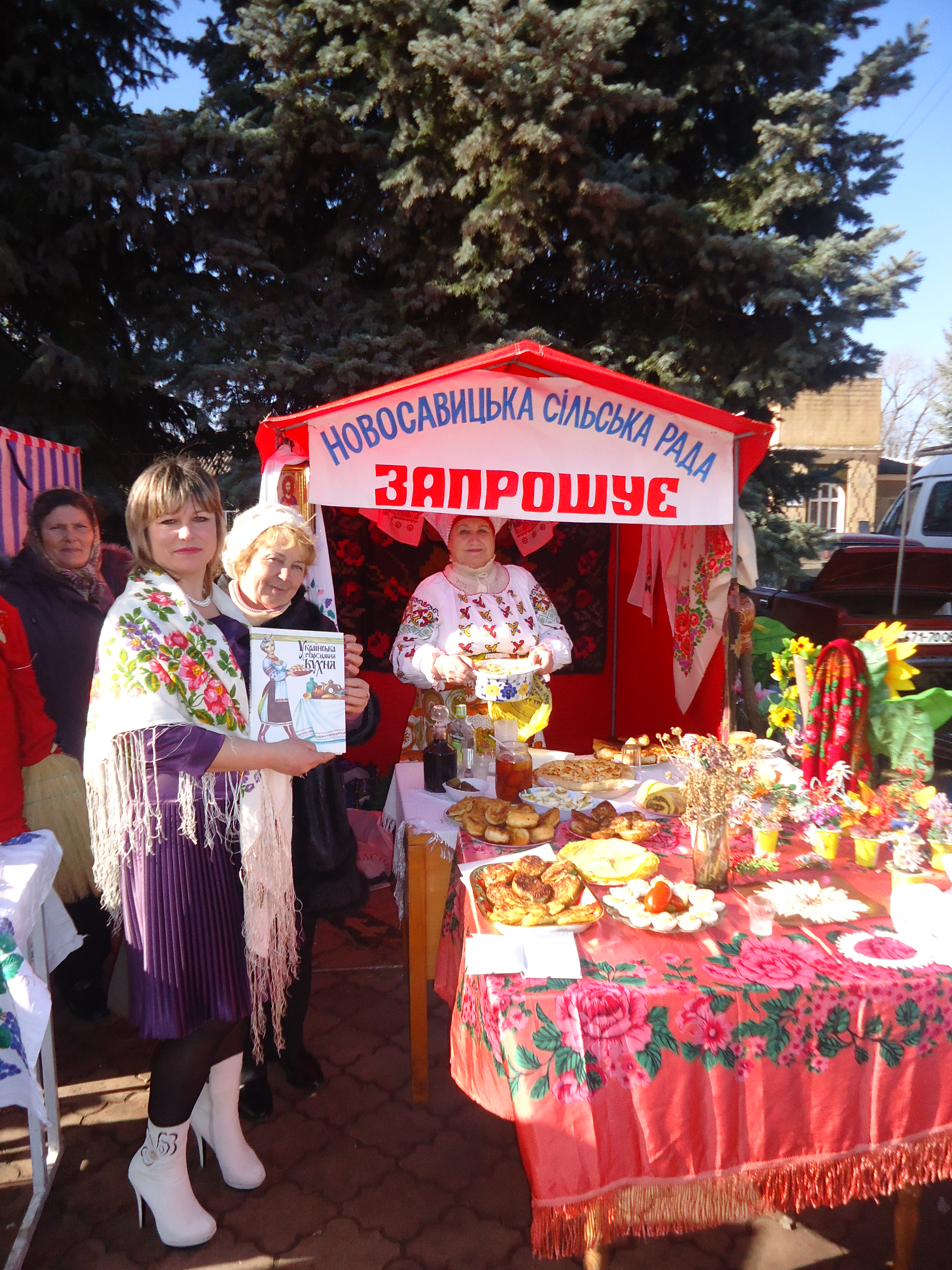
Під час святкування Масниці

## Культура
Діє Новосавицька бібліотека-філія.